# Dean Bowditch
Dean Peter Bowditch (Harlow, 15 giugno 1986) è un ex calciatore inglese, di ruolo attaccante.

## Caratteristiche tecniche
Ala sinistra, può giocare nel medesimo ruolo sulla fascia opposta o come punta centrale.

## Carriera

### Club
Prodotto del vivaio dell'Ipswich Town, gira in prestito tra la seconda e la quarta categoria inglese per quattro anni, riuscendo a giocare 21 incontri di Premier League e 52 sfide di Championship con l'Ipswich Town. Nel 2009 si trasferisce allo Yeovil Town, in Football League One, dove trova continuità, realizzando 25 gol in due stagioni. Nel 2011 passa all'MK Dons, rimanendo nel terzo livello del calcio inglese.

### Nazionale
Ha giocato nelle nazionali giovanili inglesi Under-16, Under-17 ed Under-19.